# Verde Prato
Ana Arsuaga (Tolosa, 1994), més coneguda pel nom artístic Verde Prato, és una cantant basca de música electrònica experimental influenciada pel bertsolarisme. Pianista de formació, Arsuaga va estudiar Belles Arts i compagina la seva faceta musical amb les arts plàstiques.

## Discografia
- Kondaira eder hura (2021)[4]
- Euskal Pop Erradikala (EP, 2022)[5]
- Adoretua (2023)[6][7]